# Frankfurtse voetbalbond
De Frankfurtse voetbalbond (FAB) (Duits: Frankfurter Association Bund) was een regionale voetbalbond uit de Hessische stad Frankfurt am Main, die bestond van 1900 tot 1905.

## Geschiedenis
De FAB werd op 18 juli 1900 opgericht door de clubs Frankfurter FC Germania 1894 , Frankfurter FC Victoria 1899 en Frankfurter FC 1899. Niet veel later werd ook 1. Bockenheimer FC 1899 lid.
Het eerste kampioenschap werd van september tot november 1900 gespeeld. Hoewel de bond geen onderdeel was van de Zuid-Duitse voetbalbond namen de clubs ook deel aan de eindronde om de Zuid-Duitse titel. In 1903 verlieten Germania en Hermannia de bond na ontevredenheid. 
In 1903/04 organiseerde de Zuid-Duitse voetbalbond ook een voorrondecompetitie waaraan de clubs uit Frankfurt deelnamen, desalniettemin organiseerde de FAB evenzeer een eigen competitie. 
Wegens weinig interesse van de eigen clubs werd de bond in juni 1905 opgedoekt.

## Overzicht kampioenen
- 1900/01:
  - Frankfurter FC Germania 1894

- 1901/02:
  - 1. Klasse: Frankfurter FC Victoria 1899
  - 2. Klasse: Frankfurter FC Germania 1894 II

- 1902/03:
  - 1. Klasse: Frankfurter FC Victoria 1899
  - 2. Klasse: Frankfurter FC Victoria 1899 II

- 1903/04:
  - 1. Klasse: Frankfurter FC Kickers 1899
  - 2. Klasse: Frankfurter FC Victoria 1899 II

- 1904/05:
  - 1. Klasse: FSV Frankfurt 1899
  - 2. Klasse: Frankfurter FC Victoria 1899 II

## Seizoenen eerste klasse
| Club                         | /6 | Seizoenen (1900-1905, 1907-1908) |
| ---------------------------- | -- | -------------------------------- |
| Frankfurter FC Victoria 1899 | 6  | 1900-1905, 1907-1908             |
| Frankfurter FC Germania 1894 | 4  | 1900-1903, 1907-1908             |
| Frankfurter FC 1899-Kickers  | 4  | 1901-1905                        |
| FSV 1899 Frankfurt           | 3  | 1902-1905                        |
| FC Germania 1901 Bockenheim  | 3  | 1903-1905, 1907-1908             |
| Frankfurter FC Hermannia     | 2  | 1902-1903, 1907-1908             |
| 1. Bockenheimer FC 1899      | 2  | 1900-1902                        |
| Frankfurter FC 1902          | 1  | 1907-1908                        |
| Frankfurter FC Britannia     | 1  | 1907-1908                        |

1900/01 · 1901/02 · 1902/03 · 1903/04 · 1904/05 · 1905-1907 · 1907/08